# 拟覆盆子
拟覆盆子（学名：Rubus idaeopsis）为蔷薇科悬钩子属的植物，为中国的特有植物。分布于中国大陆的福建、江西、河南、西藏、甘肃、贵州、四川、陕西、广西、云南等地，生长于海拔1,000米至2,600米的地区，常生于山谷溪边以及山坡灌丛中，目前尚未由人工引种栽培。